# Hunyadfalva
Hunyadfalva là một thị trấn thuộc hạt Jász-Nagykun-Szolnok, Hungary. Thị trấn này có diện tích 5,35 km², dân số năm 2010 là 196 người, mật độ 37 người/km².